# Nusaybin
Nusaybin, under forntiden känt som Nisibin (klassisk grekiska: Νίσιβις, Nisibis), är en stad med en gammal fästning i provinsen Mardin i Turkiet, på gränsen till Syrien, slutpunkt för Bagdadbanan. På andra sidan gränsen ligger den syriska staden al-Qamishli.
Nisibin anlades som en strategisk punkt längs handelsvägen mellan bergländerna i öster och Syrien, och har varit skådeplats för en mängd strider från 1000 f. Kr. fram till mitten av 1800-talet. I Assyrien var den en viktig gränsfästning mot norr. Staden nygrundades under Seleukos I omkring 300 f. Kr. och kallades ibland Antiochia i Mygdonien. Den var fortsatt en viktig handelsstad och intogs av romarna 68 f. Kr. En tid tillhörde staden Partherriket och avträddes av romarna till Sasaniderna 363 e. Kr.
Nisibin blev tidigt kristet biskopssäte, och spelade en viktig roll i striderna mellan Bysantinska riket och sasaniderna. Staden blev ett religiöst centrum för nestorianerna, sedan dessa 479 e. Kr. fördrivits från Edessa. 640 erövrades Nisibin av araberna och blev ett centrum för transport av spannmål till trupperna från Mesopotamien. 1208 förstördes staden av Mongolerna. Sedan Osmanska riket 1514 erövrade staden minskade dess betydelse.